# Fairy bread
Il fairy bread (in lingua inglese "pane fatato") è uno spuntino composto da una fetta di pancarré triangolare imburrata e ricoperta da palline di zucchero. Viene spesso servito alle feste dei bambini in Australia e Nuova Zelanda.

## Storia
Il fairy bread fu inventato negli anni venti in Australia e fu documentato per la prima volta su un articolo dell'Hobart Mercury che descrive dei bambini che consumano cibo a una festa. L'etimologia del fairy bread è ignota, ma potrebbe derivare da un'omonima poesia de Il giardino dei versi (1885) di Robert Louis Stevenson. Lo stesso termine era già stato utilizzato precedentemente per indicare altri prodotti alimentari.

## Piatti simili
Nelle sue molteplici varianti, il fairy bread può contenere la margarina al posto del burro o delle codette al posto delle palline di zucchero.